# Luc Vigneron
Pour les articles homonymes, voir Vigneron (homonymie).
Luc Vigneron, né le 11 octobre 1954 à Kaolack au Sénégal, est un homme d'affaires français. Il est ancien élève de l'École polytechnique et ingénieur de l'École nationale des ponts et chaussées.

## Biographie[1]
Luc Vigneron entame sa carrière en  1978, au ministère de l'Équipement, au service maritime des ports de Boulogne-sur-Mer et de Calais. Il est chargé de mission en 1982 à la direction du Budget au ministère de l'Économie, des Finances et du Budget.

### Alcatel
En 1984, il rejoint la Compagnie générale d'électricité, futur Alcatel, comme chargé de mission à la direction financière. En 1986, il devient directeur des opérations d'Alcatel Telspace, directeur des lignes de production distribution d'Alcatel CIT en 1988 puis directeur stratégie et activités nouvelles d'Alcatel RSD en 1990. À la fin de l'année 1991, il est nommé directeur général d'Alcatel Radiotéléphone et accède en 1994 au poste de vice-président-directeur général d'Alcatel Mobile Communication Group. Il est directeur de la stratégie d'Alcatel-Alsthom en 1995.

### GIAT Industries/Nexter
Luc Vigneron rejoint Giat Industries comme directeur général en 1998 puis en est nommé en 2001 président directeur général. Il restructure profondément l'entreprise et la rebaptise Nexter en 2006.

### Thales
En 2009, il est désigné président-directeur général de Thales, poste qu'il quitte en 2012.

### Emirates Defence Industries Company
En 2014, il est désigné président-directeur général de Emirates Defence Industries Company (EDIC), une entreprise née de la fusion de plusieurs sociétés publiques de défense des Émirats arabes unis.

## Mandats sociaux
Anciens mandats
- Vice-président du GIFAS jusqu'en 2013[4]
- Président-directeur général et administrateur de Thales de 2009 à 2012
- Président du Groupement des Industries Françaises de Défense Terrestre (GICAT) de 2002 à 2006
- Président du Conseil des Industries de Défense Françaises (CIDEF) de 2004 à 2006
- Président-directeur général de Nexter Systems
- Président-directeur général de Giat Industries
- Président-directeur général de Sogepa
- Administrateur de Nexter Electronis
- Administrateur de Nexter Mechanics
- Membre du conseil de surveillance de Sogeade Gérance
- Membre du conseil de surveillance de Sogeade SCA